# Jan di Rabštein
Jan di Rabštein, oppure Giovanni Rabštein il minore (Boemia, 1437 – Buda, 1473), è stato uno scrittore e presbitero boemo.

## Biografia
Jan di Rabštein risultò uno dei più noti e apprezzati esponenti della sua nobile famiglia.
Studiò diritto ecclesiastico a Bologna ed a Pavia e fu preposto di Vyšehrad, e nonostante la sua fede cattolica lavorò presso il re hussita Jĭfí di Podebrad, dopodiché di mise al servizio del re Mattia di Ungheria.
Grazie ad un soggiorno di quattro anni a Roma, Jan approfondì le sue conoscenze della letteratura classica, che lo ispirò per la sua maggiore opera letteraria, intitolata Dialogus (Dialogo, 1469), che viene considerata dai critici letterari, come una delle più significative dell'umanesimo boemo.
L'opera è incentrata su un dialogo immaginario fra tre personalità cattoliche. L'argomento del dibattito è la dichiarazione di guerra decisa dal papa contro il re di Boemia. Jan non trova giusta questa decisione perché motivata non proprio da cause religiose o patriottiche.
Lo stile dell'opera risulta gradevole, intriso di ricordi di modelli classici.
Per quanto riguarda la sua carriera ecclesiastica, dopo la parentesi romana, Jan fu al servizio degli imperatori Sigismondo e Federico III d'Asburgo.

## Opere
- Dialogus (Dialogo, 1469).